# Nodaria discisigna
Nodaria discisigna là một loài bướm đêm trong họ Noctuidae.